# Actinodontium streptopogoneum
Actinodontium streptopogoneum är en bladmossart som beskrevs av Brotherus 1897. Actinodontium streptopogoneum ingår i släktet Actinodontium och familjen Daltoniaceae. Inga underarter finns listade i Catalogue of Life.